# Entodon jamesonii
Entodon jamesonii là một loài Rêu trong họ Entodontaceae. Loài này được (Taylor) Mitt. mô tả khoa học đầu tiên năm 1869.